# 16-я армия (СССР)
16-я а́рмия, 16-я (Борзинская) армия — общевойсковое оперативное объединение (армия) в составе РККА Вооружённых Сил СССР, до и во время Великой Отечественной войны.

## 1-е формирование
В соответствии с приказом Народного комиссара обороны Союза ССР № 0029, от 21 июня 1940 года, было приказано с 1 июля этого же года провести реорганизацию управления войск Дальнего Востока и Забайкальского военного округа (ЗабВО).
16-ю (Борзинскую) армию, в июле 1940 года, подчинить Военному Совету ЗабВО в составе: управления, 12-го стрелкового корпуса (управление, 65-я, 94-я и 152-я стрелковые дивизии), 5-го механизированного корпуса (управление, 13-я и 17-я танковые дивизии и 109-я моторизованная дивизия), 15-я и 22-я кавалерийские дивизии, Забайкальский укрепрайон, 106-й артиллерийский полк резерва Главного Командования, 2-я авиабригада, 16-й лёгко-штурмовой полк, в другом источнике ещё указан 112-й отдельный зенитно-артиллерийский дивизион.
В 1940 году 32-й стрелковый корпус (управление — Иркутск, 46-я, 114-я и 93-я стрелковые дивизии, 126-й корпусной артиллерийский полк) в состав армии не входил, подчинялся Военсовету ЗабВО. В состав 16 А 32 ск входил позднее с 14 по 31 июля 1941 года. 
Накануне Великой Отечественной войны, 25 мая 1941 года, армия получила приказ (директиву) передислоцироваться на Запад Союза, в Закавказье, однако ещё в пути следования произошли изменения и её формирования направили сначала в Орловский военный округ, а затем в Киевский особый военный округ. 
Первые эшелоны армии (109-я моторизованная дивизия 5-го мехкорпуса (5 мк)) выгрузились в Бердичеве 18 июня 1941 года.
С начала Великой Отечественной  войны объединение (управление, 32 ск, 5 мк, ряд артиллерийских и других частей) было выведено в резерв Ставки ВГК и затем переброшена по железной дороге в район Смоленска, где в середине июля 1941 года включена в Западный фронт.
После начала Великой Отечественной войны в связи с кризисной обстановкой, сложившейся на Западном фронте, 26 июня 1941 года поступил приказ, перенацеливавший формирование в район Орша — Смоленск. Однако прорыв немецкой 11-й танковой дивизии в направлении Острога во второй половине дня 26 июня потребовал экстренных мер противодействия. Командарм генерал-лейтенант М. Ф. Лукин снял части 109-й моторизованной дивизии с погрузки и направил их навстречу противнику. Эти части под командованием генерал-лейтенанта М. Ф. Лукина получили название «группа Лукина».
Большая часть 16-й армии начала сосредоточение в районе Смоленска, её 5-й мехкорпус был передан в состав 20-й армии и участвовал в контрударе на Лепель 6-9 июля. 

Сам командарм прибыл в район Смоленска в ночь на 8 июля 1941 года.

Окружение советских 19-й, 20-й и 16-й армий в районе Смоленска. 10 — 18 июля 1941 года.

В связи с прорывом немецких мотомеханизированных войск к Смоленску приказом маршала С. К. Тимошенко 14 июля командующий 16-й армией М. Ф. Лукин объединил под своим началом все части гарнизона города Смоленска, части, прибывающие по железной дороге в другие армии и разгружающиеся в районе г. Смоленска, а также части, занимающие сектора обороны, примыкающие непосредственно к городу Смоленску.
Однако, как вспоминал Лукин после войны,

...посланные мною командиры штаба на восток и юг от Смоленска вплоть до Рославля, где должны были разгружаться прибывающие на фронт части, доложили, что эти части встречались соответствующими представителями соединений, уже дерущихся на фронте. Таким образом, никаких новых сил я в своё распоряжение не получил. И в Смоленске никаких частей не было, кроме сформированных из добровольцев трех батальонов, вооруженных только винтовками и пулемётами в незначительном количестве. В их числе был один батальон милиции".
15 июля немецкие войска ворвались в Смоленск. Советские войска 19-й, 20-й и 16-й армий оказались в оперативном окружении. Связь с тылом удавалось поддерживать только через Соловьёвскую переправу по лесисто-болотистой местности южнее Ярцево. Начались уличные бои (смотри Оборона Смоленска).
22 июля штаб 19-й армии передал свои войска 16-й армии и убыл в район Медынь. Соединения 20-й и 16-й армий продолжили сражаться в окружении.
28 июля 1941 года общее руководство войсками 20-й и 16-й армий было возложено на командарма-20 генерал-лейтенанта П. А. Курочкина. В этот день противник, подтянув резервы, выбил 16-ю армию из Смоленска. Попытки восстановить положение ни к чему не привели.
1 августа оперативной группе К. К. Рокоссовского удалось деблокировать 20-ю и 16-ю армии.
В докладе М. Ф. Лукина Военному совету Западного фронта о состоянии войск 16-й армии на 5 августа говорилось:

В дивизиях оставались десятки людей без командиров, штабов нет, тылы собираются в районе Городок, Симоновка, Рогаткино, Поповка.
46, 129, 127, 158, 152 сд находятся в районе Колодези и Сельцо, Слизи, Милеево. 

Поскольку части переправились на разных переправах, поэтому идут в разных направлениях. 

Считаю, что дивизии в настоящее время вести бой, не собрав их и не скомпоновав, не смогут. 

Собираться же в указанных мной районах невозможно, так как противник хотя и мелкими группами, но заходит в указанные места. 

Прошу указать район и дать несколько дней для приведения в порядок частей армии…
8 августа 1941 года войска 16-й армии были переданы в состав 20-й армии, на основании приказа войскам Западного фронта, от 8 августа 1941 года. Командующим 20-й армией был назначен М. Ф. Лукин.

### Боевой состав

#### На2 июля1941[6]
- управление
- 32-й стрелковый корпус (генерал-майор Т. К. Коломиец)
  - 46-я стрелковая дивизия (генерал-майор А. А. Филатов)
  - 152-я стрелковая дивизия (полковник П. Н. Чернышёв)
  - 126 кап
- 5-й мехкорпус (генерал-майор И. П. Алексеенко)
  - 13-я танковая дивизия (полковник Ф. У. Грачёв)
  - 17-я танковая дивизия (полковник И. П. Корчагин)
  - 109-я моторизованная дивизия (основные силы остались на Юго-Западном фронте)
  - 8-й мотоциклетный полк
- 57-я танковая дивизия (полковник В. А. Мишулин)

#### На10 июля1941
- управление
- 32-й стрелковый корпус (генерал-майор Т. К. Коломиец)
  - 46-я стрелковая дивизия (генерал-майор А. А. Филатов)
  - 152-я стрелковая дивизия (полковник П. Н. Чернышёв)
  - 126 кап
- Штаб 44-го стрелкового корпуса (комдив В. А. Юшкевич)

#### На22 июля1941
- управление
- 32-й стрелковый корпус (генерал-майор Т. К. Коломиец)
  - 46-я стрелковая дивизия (генерал-майор А. А. Филатов)
  - 129-я стрелковая дивизия (генерал-майор А. М. Городнянский)
  - 152-я стрелковая дивизия (полковник П. Н. Чернышёв)
  - 126 кап
- 34-й стрелковый корпус (генерал-лейтенант Р. П. Хмельницкий)
  - 158-я стрелковая дивизия (полковник В. И. Новожилов)
  - 127-я стрелковая дивизия (генерал-майор Т. Г. Корнеев)

## 2-е формирование

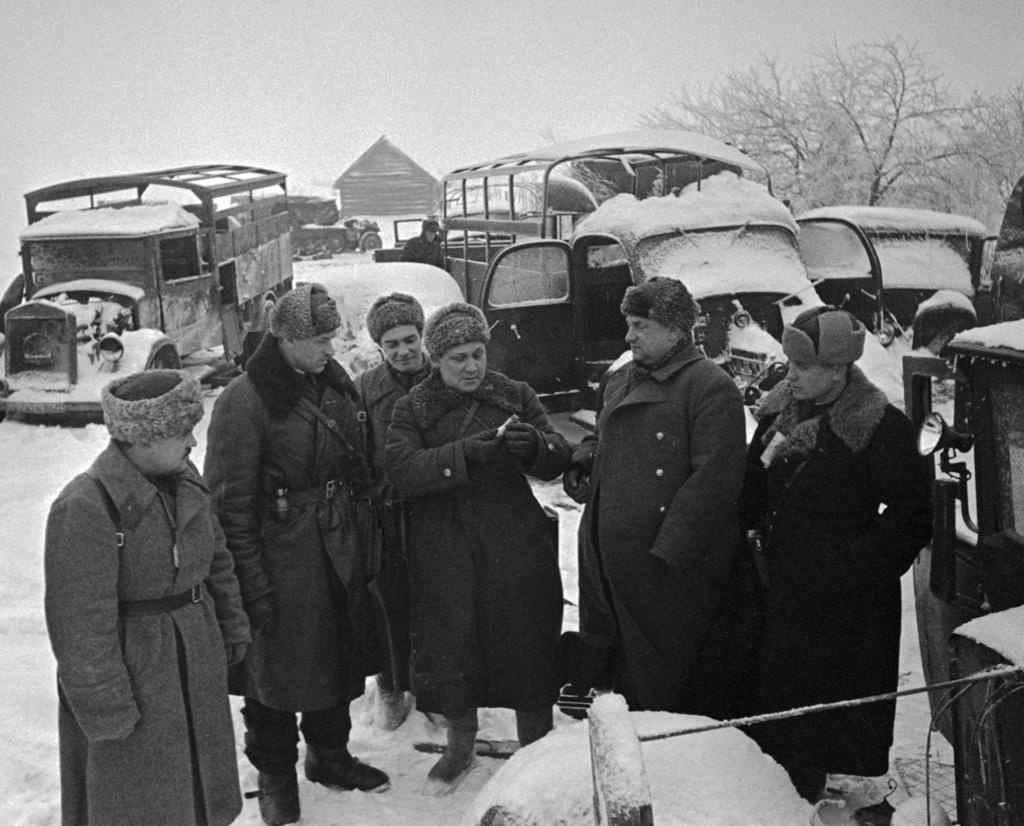
Командующий 16-й армией генерал-лейтенант К. К. Рокоссовский (второй слева), член Военного Совета А. А. Лобачев и писатель В. П. Ставский осматривают захваченную советскими войсками технику противника, фотография А. Капустянского.

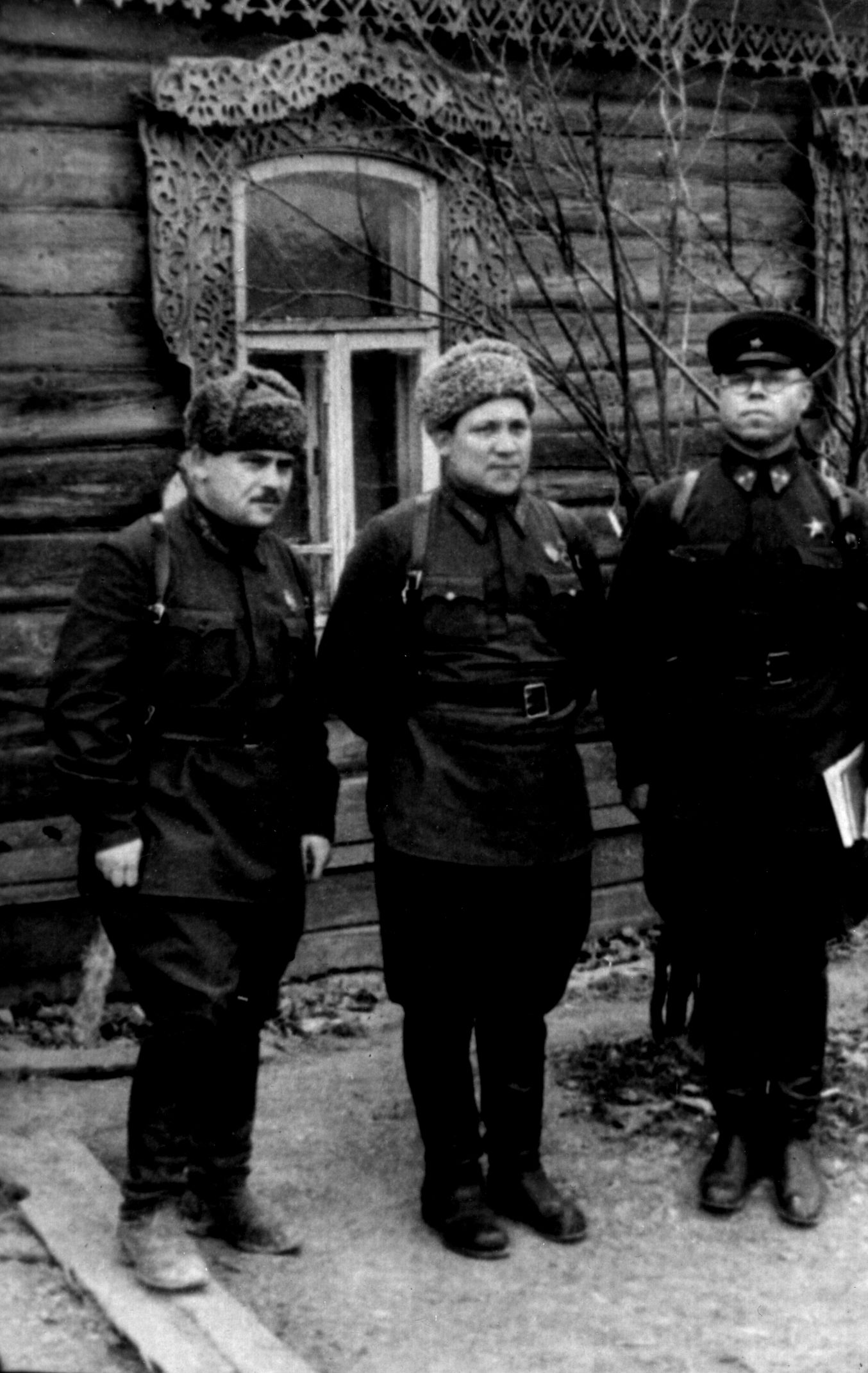
Командование советской 16-й армии в деревне Устиново. Справа налево: начальник штаба 16-й армии генерал-майор М. С. Малинин; член Военного совета 16-й армии дивизионный комиссар А. А. Лобачёв; нач. политотдела 16-й армии Масленов. 13 ноября 1941.

Сформирована 10 августа 1941 года путём реорганизации группы войск ярцевского направления Западного фронта под командованием генерал-майора К. К. Рокоссовского.
С 11 августа 1941 года войска армии во взаимодействии с 19, 24, 30-й армиями наносили удары по противнику, перешедшему на московском направлении к обороне.
С 1 сентября 1941 года армия в составе 44-го стрелкового корпуса (38, 108 и 152 стрелковые дивизии), 3 корпусных артиллерийских полков, артиллерийского полка противотанковой обороны, танковой бригады и инженерных частей принимала участие в наступлении войск Западного фронта, которое дальнейшего развития не получило.
В конце сентября армия совместно с другими войсками фронта занимала оборону на рубеже Осташков, северо-западнее Ельни. С началом Московского сражения в начале октября 1941 года основные силы армии оказались в окружении и были разгромлены. Из окружения вышло только управление армии, которому были подчинены новые части и соединения. Войска армии включились в оборонительные бои на Можайской линии обороны. С 7 октября в полосе обороны армии начала действовать приданная ей 316-я стрелковая дивизия, с 29 октября — 4-я танковая бригада.
Соединения и части армии (126-я и 316-я стрелковые дивизии), кавалерийская группа (50-я и 53-я кавалерийские дивизии), отдельный курсантский полк Московского пехотного училища им. Верховного Совета РСФСР и другие части фронта участвовали в Можайско-Малоярославецкой (10—30 октября) оборонительной операции.
23 октября 1941 года немецкие войска возобновили наступление на волоколамском направлении в полосе 16-й армии.
Соединения и части объединения (126-я и 316-я стрелковые дивизии), кавалерийская группа (50-я и 53-я кавалерийские дивизии), отдельный курсантский полк Московского пехотного училища им. Верховного Совета РСФСР и другие части участвовали в Клинско-Солнечногорской (15 ноября — 5 декабря) оборонительной операции.
В ноябре 1941 года за боевые заслуги при обороне Москвы на Волоколамском направлении некоторые части армии получили почётные звания «гвардейские». 11 ноября 4-я танковая бригада преобразована в 1-ю гвардейскую. 18 ноября 316-я стрелковая дивизия — в 8-ю гвардейскую. 29 ноября 3-й кавалерийский корпус (в составе 50-й и 53-й кавалерийских дивизий) преобразован во 2-й гвардейский.
В январе 1942 года армия вела наступательные бои на гжатском направлении. В феврале 1942 года её войска были переданы 5-й армии, а полевое управление направлено в район Сухиничи, где приняло часть войск и полосу обороны от 10-й армии. В апреле 1942 года в состав армии был передан 5-й гвардейский стрелковый корпус (11 гвардейская стрелковая дивизия, 4-я, 30-я, 115-я,123-я стрелковые бригады). Участвовала в неудавшейся наступательной операции совместно с войсками 61-й армии 5-12 июля 1942 года по овладению городом Болхов и во фронтовой операции Западного фронта — Контрудар войск Западного фронта в районе Сухиничи, Козельск с 22 по 29 августа 1942 года.
До мая 1943 года войска армии вели оборонительные и наступательные бои на жиздринском направлении. 1 мая 1943 года на основании директивы Ставки ВГК, от 16 апреля 1943 года, за мужество и героизм личного состава армии было присвоено почётное звание «гвардейская» с переименованием в 11-ю гвардейскую армию в составе Западного фронта.

### Боевой состав

#### На1 октября1941
- 38-я стрелковая дивизия
- 108-я стрелковая дивизия
- 112-я стрелковая дивизия
- 214-я стрелковая дивизия
- 127-я танковая бригада
- 49, 471, 587 кап, 375 гап РВГК, 700 ап ПТО, 1/10 гв. мп;
- 42, 133 миб, 243, 290 осб.

#### На1 апреля1942
- 5-й гвардейский стрелковый корпус
  - 11-я гвардейская стрелковая дивизия
  - 4-я стрелковая бригада
  - 30-я стрелковая бригада
  - 115-я стрелковая бригада
  - 123-я стрелковая бригада
- 8-я гвардейская стрелковая дивизия
- 12-я гвардейская стрелковая дивизия
- 97-я стрелковая дивизия
- 322-я стрелковая дивизия
- 323-я стрелковая дивизия
- 324-я стрелковая дивизия
- 328-я стрелковая дивизия
- 19-я стрелковая бригада
- 94-я танковая бригада
- 146-я танковая бригада
- 41 гв. кап, 486 ап, 523 пап, 533 ап ПТО, 5, 31, 240 огв. мдн;
- 172 озадн;
- 43 одн бронепоездов;
- 145, 243, 451 оиб, 835 осб;
- 168 иап, 693, 735 лбап.

#### На1 января1943
- 11-я гвардейская стрелковая дивизия
- 97-я стрелковая дивизия
- 217-я стрелковая дивизия
- 322-я стрелковая дивизия
- 324-я стрелковая дивизия
- 247-я стрелковая дивизия (февраль-март 1943 года)
- 4-я стрелковая бригада
- 6-я гвардейская танковая бригада
- 43 одн брп
- 21 лабр (6 ад), 523 пап, 545, 546 аминп, 10 огв. мдн
- 1280 зенап, 4 озадн
- 226, 243, 367 оиб
- 168-й сап

## Третье формирование

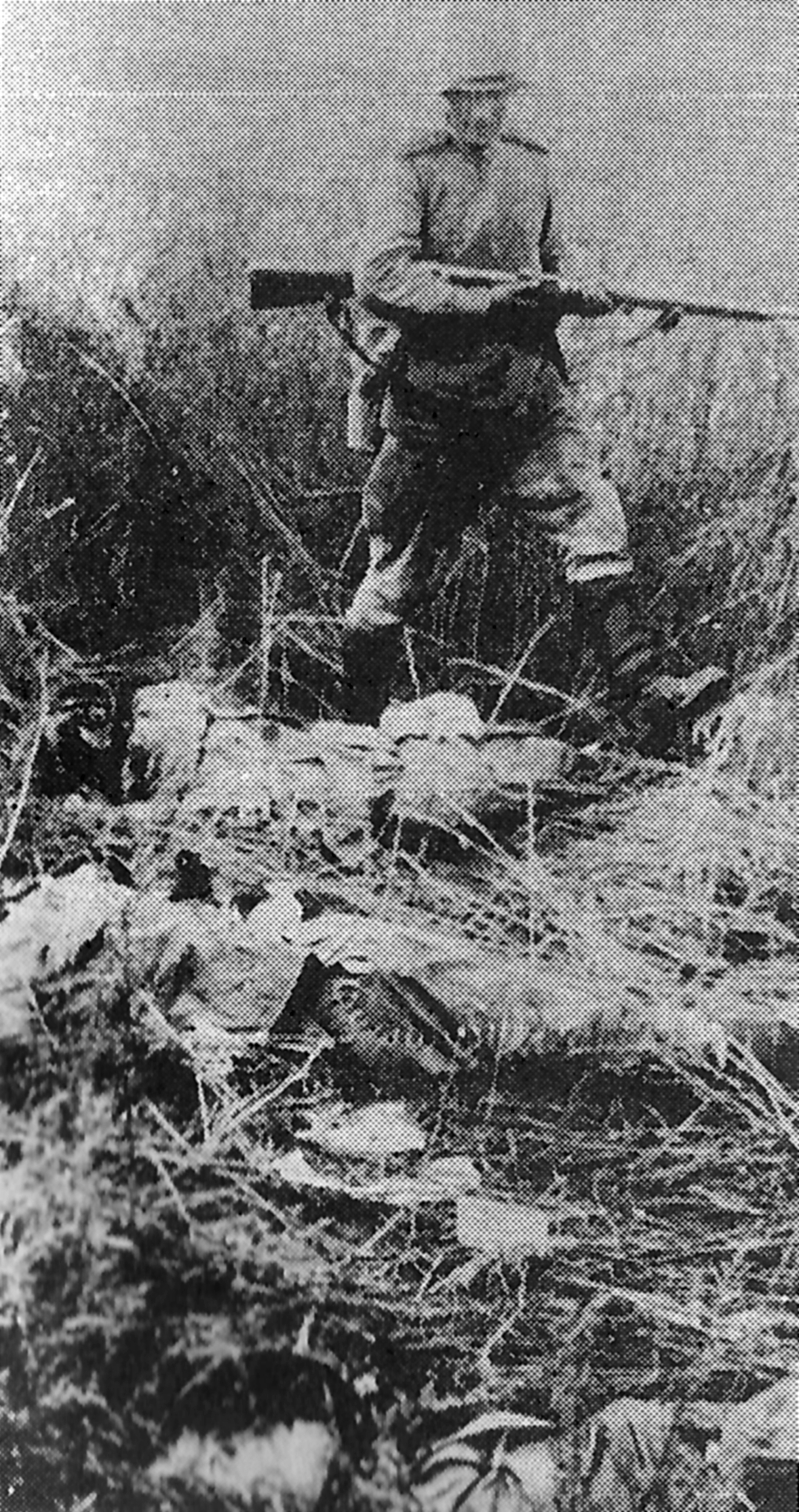
Советский солдат из 16-й армии проходит мимо убитого японского солдата во время южно-сахалинской операции

Сформирована 10 июля 1943 года в составе Дальневосточного фронта на базе Особого стрелкового корпуса. Прикрывала государственную границу СССР с Японией на острове Сахалин, с весны 1945 года — также и побережье Татарского пролива от Советской Гавани до Николаевска-на-Амуре.
С 5 августа 1945 года, имея в своём составе управление, 56-й стрелковый корпус, 3-й, 103-й и 104-й укреплённые районы, 5-ю и 113-ю отдельные стрелковые бригады, 214-ю танковую бригаду, ряд отдельных стрелковых, танковых, артиллерийских и других частей, включена в состав 2-го Дальневосточного фронта.
В период Советско-Японской войны во взаимодействии с Северной Тихоокеанской флотилией провела Южно-Сахалинскую операцию, частью сил участвовала в Курильской десантной операции 1945 года.
С 1 октября 1945 года армия вошла в состав Дальневосточного военного округа и в течение месяца была расформирована в связи с демобилизацией в Вооруженных Силах Союза ССР.

## Командование
Командующие
- Лукин, Михаил Фёдорович (21.06.1940 — 8.08.1941),
- Рокоссовский, Константин Константинович (10.08.1941 — 13.03.1942, 23.05 — 12.07.1942),
- Кирюхин, Николай Иванович (13.03 — 23.05.1942),
- Баграмян, Иван Христофорович (13.07.1942 — 16.04.1943),
- Дубков, Михаил Георгиевич (1.07 — 8.09.1943),
- Черемисов, Леонтий Георгиевич (8.09.1943 — 8.10.1945).

Заместители командующего
- Захаров, Фёдор Дмитриевич (__.10.1941 — 12.12.1941)

Члены Военного совета
- Лобачёв, Алексей Андреевич (7.06.1940 — 8.08.1941, 10.08.1941 — 9.11.1942),
- Куликов, Пётр Николаевич (9.11.1942 — 16.04.1943),
- Яшечкин, Филипп Васильевич (21.06.1942 — 30.04.1943),
- Терентьев, Яков Борисович (10.07.1943 — 21.07.1945),
- Ряпосов, Николай Иванович (6.08 — 3.09.1945),
- Поляков, Яков Гаврилович (6.08 — 3.09.1945).

Начальники штаба
- Шалин, Михаил Алексеевич (1940 — 8.08.1941, 10 — 19.08.1941),
- Малинин, Михаил Сергеевич (19.08.1941 — 15.07.1942),
- Терентьев, Василий Григорьевич (16.07.1942 — 24.02.1943),
- Малышев, Пётр Фёдорович (24.02 — 15.03.1943),
- Бобков, Фёдор Николаевич (15.03 — 16.04.1943),
- Борисов, Лев Львович (1.07.1943 — 8.10.1945).

Начальники артиллерии
- генерал-майор артиллерии Казаков, Василий Иванович (август 1941 — июль 1942)

Начальники бронетанковых и механизированных войск
- Орёл, Григорий Николаевич (01.10.1941 — 20.04.1942)

Начальники войск связи
- Максименко, Пётр Яковлевич (01.10.1941 −20.04.1942)

## Память
Армия упомянута на плите мемориального комплекса «Воинам-сибирякам», Ленино-Снегирёвский военно-исторический музей.

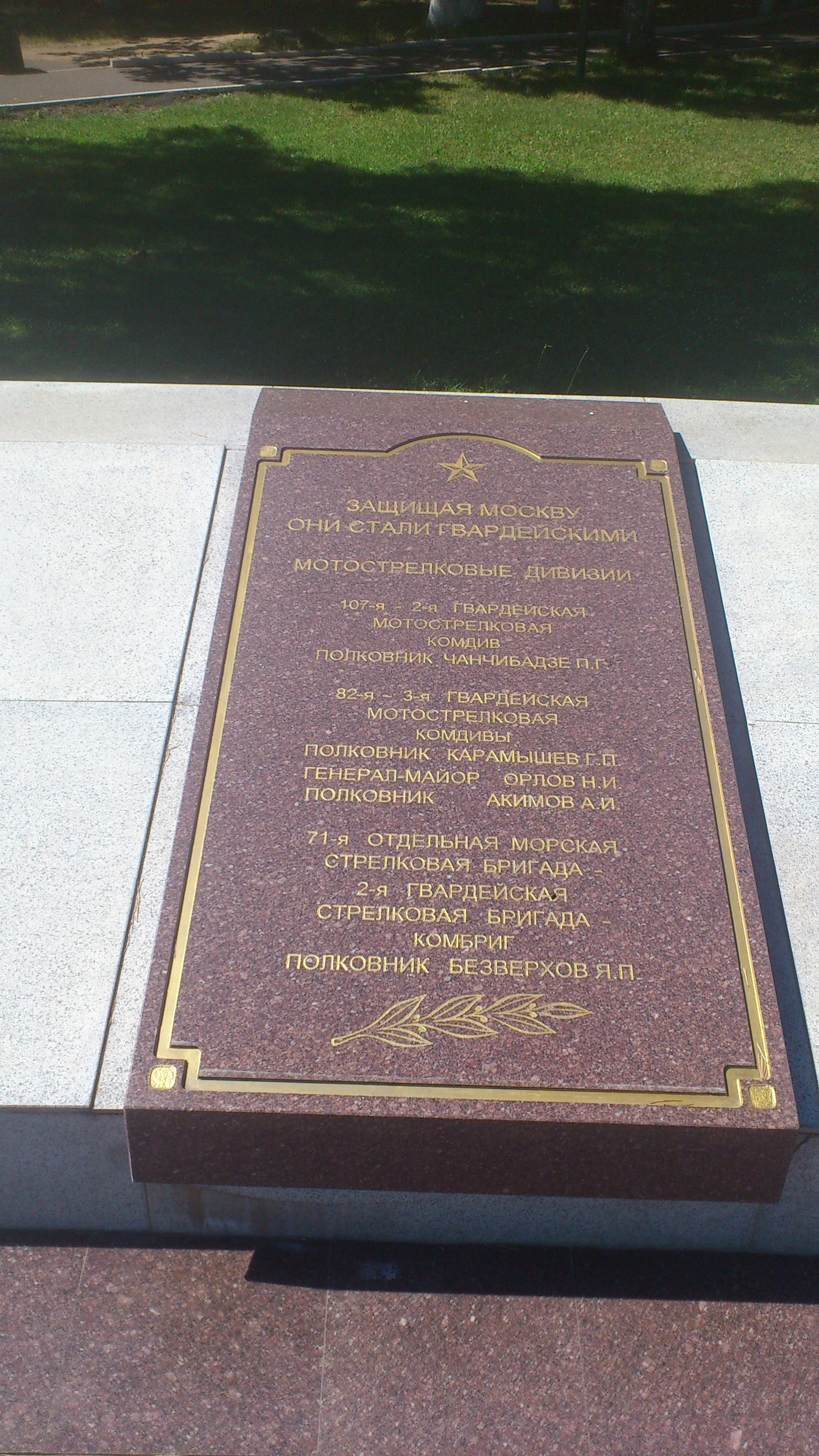
«Сформированные в Сибири, они защищали Москву» — на плите мемориального комплекса «Воинам-сибирякам».
Мемориальный комплекс «Воинам-сибирякам», Ленино-Снегирёвский военно-исторический музей.